# Paullinia largifolia
Paullinia largifolia är en kinesträdsväxtart som beskrevs av Ludwig Radlkofer. Paullinia largifolia ingår i släktet Paullinia och familjen kinesträdsväxter. Inga underarter finns listade i Catalogue of Life.